# Segura de la Sierra
Segura de la Sierra er en by og kommune i det sydlige Spanien i provinsen Jaén. Den har et indbyggertal på 1.688 (2024) indbyggere.